# Club Deportivo Comerciantes Unidos
El Club Deportivo Comerciantes Unidos es un club de fútbol, fundado el 19 de septiembre de 2002 en la ciudad de Cutervo, Departamento de Cajamarca, Perú, y participa en la Liga 1, la primera división del fútbol nacional.

## Historia

### 2002: Fundación
En la ciudad de Cutervo, Cajamarca, el 19 de septiembre de 2002, se formalizó la inscripción en los registros públicos con el nombre de Club Social Deportivo y Cultural Comerciantes Unidos. Siendo fundador y presidente el señor: Abdias Cieza Tapia, quien solicita el apoyo de personas identificadas con la cultura del balompié, los señores: Faustino Jorge Salas Toro, Julio Isabel Llanos Tantalean y Juan Tarrillo.

### 2008-2013: Campañas en la Copa Perú
Siete años después, en la primavera de 2008, llegó el día en que se consagrara como el mejor equipo de la región, siendo campeón en la etapa distrital, provincial, departamental y regional (todos sus títulos los consiguió jugando de visita y con veintiún encuentros jugados sin conocer derrota), después de lograr el título regional eliminando a equipos de gran boga clasificó para la etapa nacional de la Copa Perú 2008. Desde entonces Comerciantes Unidos de Cutervo firmó su nombre como uno de los equipos más representativos de la provincia de Cutervo.
En el 2010, es invitado para participar en la Liga Superior, campeonato organizado por la Federación Departamental de Fútbol de Cajamarca, logrando el ansiado campeonato, para luego coronarse también como campeón departamental de la Copa Perú 2010. Continuando como presidente el señor Abdias Cieza Tapia.
El cuadro comercial clasificado para la etapa regional, hizo una digna campaña dejando en el camino a equipos como Miguel Grau de Huamachuco, Victoria de Huarmey y Atlético Belén de Moyobamba; clasificando para la etapa nacional por segunda vez en su historia, como lo hiciera en 2008.
En 2010, antes de comenzar la etapa nacional, los hermanos Nelson y José Requejo Díaz crearon la nueva insignia del club, manteniendo los colores, águila y balón de fútbol símbolos características del club, pero dándole la forma de una copa, convirtiéndose así en una insignia con un modelo único a nivel del mundo. En la etapa nacional, el Comerciantes Unidos dejó en el camino al Atlético Grau de Piura logrando llegar a los cuartos de final de la Copa Perú. En esta etapa el cuadro cutervino enfrentó al posterior ganador del torneo, el Unión Comercio de Nueva Cajamarca, en donde fueron eliminados.
El 2 de agosto de 2011, se lanza oficialmente la página web del club, gracias al entusiasmo de la nueva dirigencia de 2011 y el apoyo técnico del diseñador web Never Oblitas Ramírez.

### 2014: Invitación a la Segunda División
En el año 2014, el club Comerciantes Unidos es invitado a jugar en el campeonato de fútbol profesional, la Segunda División. Ese año el club cutervino tuvo que luchar contra la barrera de no poder jugar en su ciudad natal y tuvo que migrar a la hermana provincia de Santa Cruz, donde fue acogido con mucho entusiasmo por la gente de esa provincia, pero dadas las circunstancias no pudo destacar dentro de la Segunda División 2014 y logra salvar la categoría en el último partido del certamen en el distrito de Chongoyape.

### 2015: Mejor campaña en el fútbol profesional y el ascenso

Campeón de la Segunda División en 2015.

Ya en 2015, se contrata al recién campeón de la segunda profesional el profesor Carlos Cortijo, quien sería el nuevo director técnico para la Segunda División 2015, donde el equipo cutervino ya pudo jugar sus partidos de local en el estadio Juan Maldonado Gamarra, de la provincia de Cutervo, donde sin duda se hizo fuerte y temido.
A mediados del campeonato, el profesor Carlos Cortijo decide retirarse del club por problemas familiares, asumiendo el cargo de director técnico temporal Horacio «La Pepa» Baldessari. Ya en las últimas instancias del campeonato Carlos Cortijo regresa al club para de esta manera consolidar y sellar el pase a primera división del fútbol peruano, convirtiéndose en campeón del certamen de Segunda División del año 2015.
El 25 de octubre de 2015, en el estadio Juan Maldonado Gamarra, el club cutervino venció 1-0 al Sport Boys y logró el título de la Segunda División, así como su ansiado ascenso a la Primera División, titulado Campeonato Descentralizado en ese entonces.

### 2016-2017: Primera División y clasificación para un torneo internacional
Para el Campeonato Descentralizado 2016, la hinchada cutervina no esperaba más que mantener la categoría, pero increíblemente el equipo de Cutervo sale del fondo de la tabla luego que su nuevo gerente deportivo Nelson Requejo presentara a Mario Viera como el nuevo DT, alcanzando un alto rendimiento logrando ser el mejor local y a su vez clasificando a la Copa Sudamericana al quedar quintos en el puntaje acumulado.
El club había generado mucha expectativa por la gran campaña que tuvo en la temporada 2016. 
Sin embargo, su campaña en el Campeonato Descentralizado 2017 no alcanzó el nivel esperado, el equipo cutervino no encontró la regularidad aunque no llegó a estar en zona de descenso, terminó el año en la duodécima posición. La situación les fue similar en la Copa Sudamericana 2017 donde enfrentó a Boston River de Uruguay perdiendo por un resultado de 3-1 en la ida, resultado que no pudo remontar en la vuelta que se jugó en Huancayo donde empataron 1-1 quedando eliminado de forma tempranera de la competición.

### 2018: Irregularidad y descenso
En el Campeonato Descentralizado 2018, fue igual que el certamen anterior, siendo muy irregular e inclusive paupérrima. Se destacaron además derrotas abultadas en su contra como el 5-1 frente a Alianza Lima de visitante y el 0-4 con Academia Cantolao de local. Pese a que intento recuperar en el Torneo Clausura, el equipo de Cutervo, fue confirmado oficialmente, a falta de cuatro fechas, como el primer descendido a la Segunda División, al perder 2-1 contra FBC Melgar en Arequipa el 1 de noviembre. Comerciantes Unidos finaliza la pésima campaña con 36 puntos y como colista. De esta manera, se despedía de la máxima categoría tras 3 ediciones.

### 2019-2022: Nueva etapa en Segunda División

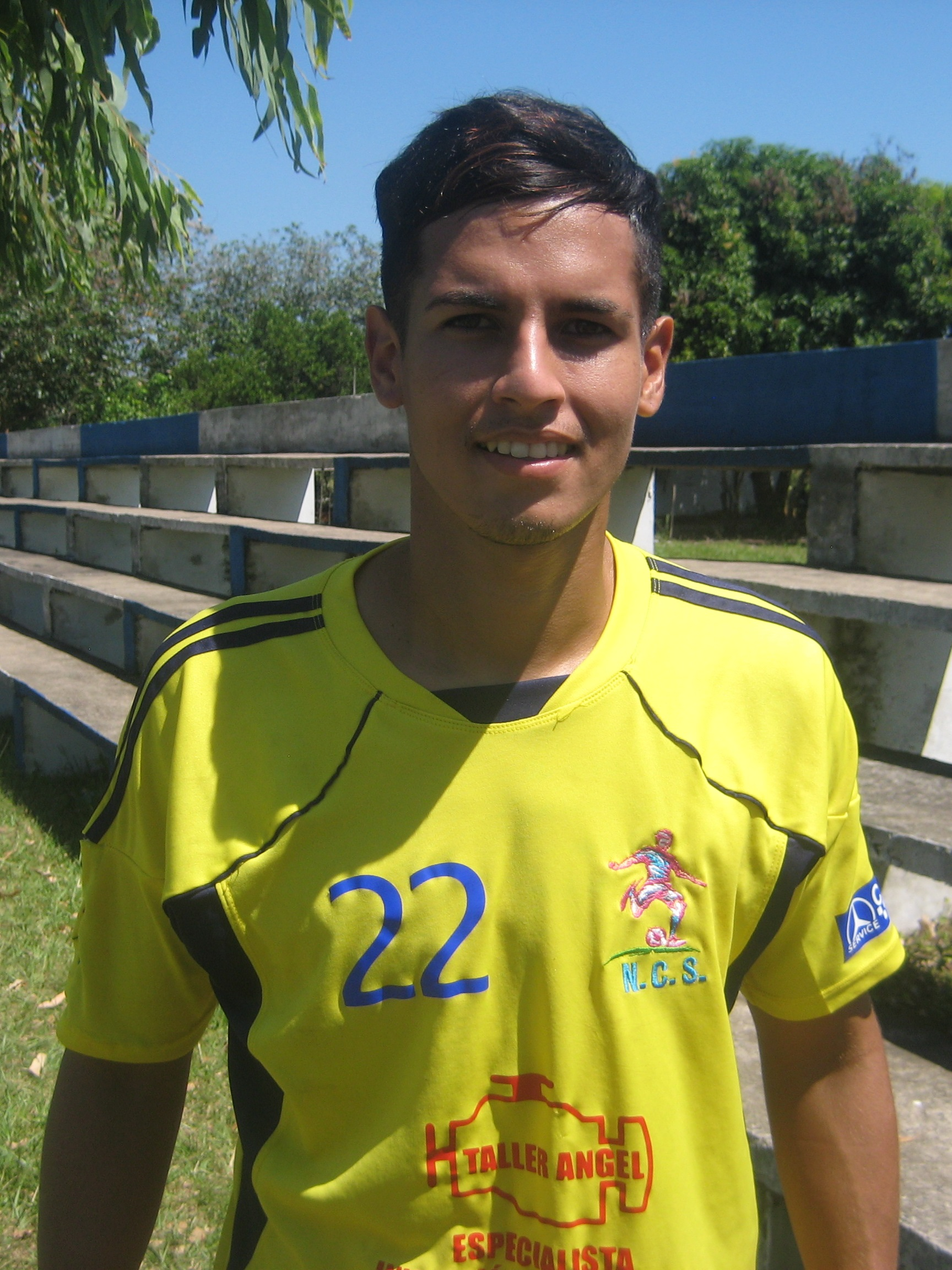
David Gilberto Castro, de nacionalidad paraguaya, pasó por Comerciantes Unidos en la temporada 2021.

Nuevamente en Segunda División, la cual fue renombrada desde aquel año como Liga 2, el equipo cutervino contrata al argentino Hugo Iervasi para afrontar la Liga 2 2019. Tras la reducción de equipos, el cuadro tuvo más oportunidades de ascender nuevamente a la máxima división. Finalmente tras una campaña regular, finalizan en la séptima posición, lo cual significó el paso a los play-offs para acceder al cuadrangular de ascenso. Su rival en la primera ronda fue el Atlético Grau, el cual vence 3-2 en la ida, no obstante, caen goleados 3-0 en la vuelta y quedan sin chances de ascenso.
Tras la vuelta por la pandemia de COVID-19, el equipo, como el resto, afronta la Liga 2 2020 en la capital peruana. Tras 9 fechas disputadas, el representante de Cutervo finaliza en la sexta posición de la tabla general, bajo el mando de Carlos Díaz, nuevamente sin posibilidad de ascenso ya que solo los 4 primeros avanzarían a la etapa final.
Para la Liga 2 2021, la campaña sería muy floja. En la Fase 1 acabarían en la novena posición con 14 puntos, mientras que en la Fase 2 la cosa sería peor, ya que solo conseguirían una victoria en 11 partidos jugados, finalizando como colista de dicha fase con apenas 6 puntos. Se finaliza la campaña en la penúltima posición de la tabla acumulada y no hubo una preocupación mayor ya que ese año no había descenso.
Se contrata al entrenador Carlos Silvestri para disputar la Liga 2 2022. Aquella temporada logran levantarse a comparación del año anterior, en el Torneo Apertura finalizan en la quinta posición con 17 puntos, mientras que en el Torneo Clausura lo hacen en la cuarta posición con 20 puntos. Finalizan el torneo en el quinto puesto con 36 puntos en el acumulado, no obstante, debido a que el campeón de aquella edición Cusco FC, ganó ambos torneos cortos, no se disputaron play-offs, por ende, el equipo cutervino debía permanecer en Segunda División por una nueva temporada. 

### 2023: Un nuevo ascenso

Campeón de la Liga 2 en 2023.

Ya en la Liga 2 2023, lograría sin dudas una excelente campaña. Fue imparable en condición de local, además sumaria puntos importantes de visitante y llegaría a 15 partidos consecutivos sin perder durante ese año. Se destacan inclusive las victorias abultadas de 5-1 frente a Unión Huaral a domicilio y el 5-0 contra Pirata FC de local. Finalmente, el 14 de septiembre de 2023, el equipo de cutervo vence 2-0 a Unión Huaral de local y de esta forma se concretaba un exitoso campeonato y retorno a la máxima categoría del fútbol nacional, la Liga 1 a dos fechas del final.

### 2024-Act: Segunda etapa en Primera División
Luego de 6 años, Cutervo era nuevamente representado en la máxima categoría del fútbol peruano. En la Liga 1 2024 se haría una campaña regular durante el Torneo Apertura, el cual termina en la octava posición, sin embargo, en el Torneo Clausura se complico y por ende, las fechas finales del campeonato se tuvo que comprometer en no descender. Finalmente logra mantener la categoría a una fecha del final, tras empatar 0-0 frente a ADT de local, además del triunfo de Carlos A. Mannucci sobre la Universidad César Vallejo. Comerciantes Unidos finaliza la campaña en la decimocuarta posición con 35 puntos, tan solo a 4 puntos del descenso a Liga 2.
El equipo cutervino contrata al entrenador argentino Martín Cardetti para afrontar la Liga 1 2025.

## Uniforme
- Uniforme titular: Camiseta morada con vivos amarillos, pantalón morado, medias moradas.
- Uniforme alternativo 1: Camiseta amarilla con vivos morados, pantalón amarillo, medias amarillas.
- Uniforme alternativo 2: Camiseta verde, pantalón verde, medias verdes.

### Evolución del uniforme

#### Titular
| 2011 | 2012 | 2013 | 2014 | 2015 | 2016 | 2017 | 2018 | 2019 | 2020 |

| 2021 | 2022 | 2023 | 2024 | 2025 |

#### Alternativo
| 2011 | 2012 | 2013 | 2014 | 2015 | 2016 | 2017 | 2018 | 2019 | 2020 |

| 2021 | 2022 | 2023 | 2024 | 2025 |

#### Tercer uniforme
| 2016 | 2023 | 2024 | 2024 |

### Indumentaria y patrocinador
| Periodo   | Patrocinador    |
| --------- | --------------- |
| 2014      |                 |
| 2015-2016 | Convert         |
| 2017      |                 |
| 2018      | Crack           |
| 2019      | Palant          |
| 2020      | Habitez         |
| 2021      | Sporteam        |
| 2022-2024 | Jave            |
| 2025      | Bandera de Perú |

## Estadio
El estadio municipal Juan Maldonado Gamarra de Cutervo tiene capacidad para diez mil espectadores aproximadamente, en este estadio se han jugado partidos de gran magnitud de competencia distrital, departamental, regional y nacional.
En 2016 es la sede del club Comerciantes Unidos en el Campeonato Descentralizado de Fútbol Profesional del Perú, primera división.

## Mascota
Originario de su logo y de su apodo su mascota es una águila andina vestida de las prendas representativas del club amarillo y morado

## Hinchada

### Furia de las Águilas Cutervinas
Es la barra oficial del club, la cual comparte la pasión por el club cutervino.

## Datos del club
- Fundación: 19 de septiembre de 2002
- Temporadas en Primera División: 5 (2016-2018, 2024-act.)
- Temporadas en Segunda División: 7 (2014-2015, 2019-2023)
- Mayor goleada conseguida:
  - En campeonatos nacionales de local:
    - Comerciantes Unidos 7:2 Alianza Atlético (27 de noviembre de 2016)
    - Comerciantes Unidos 5:0 Pirata FC (26 de junio de 2023)

  - En campeonatos nacionales de visita: Unión Huaral 1:5 Comerciantes Unidos (19 de junio de 2023)
- Mayor goleada recibida:
  - En campeonatos nacionales de local:
    - Comerciantes Unidos 0:4 Alfonso Ugarte (1 de noviembre de 2014)
    - Comerciantes Unidos 0:4 Academia Cantolao (15 de agosto de 2018)
    - Comerciantes Unidos 0:4 Deportivo Coopsol (28 de julio de 2019)
    - Comerciantes Unidos 0:4 Sport Boys (13 de abril de 2025)

  - En campeonatos nacionales de visita:
    - Universitario 6:0 Comerciantes Unidos (28 de abril de 2024)
- Mejor puesto en la Primera División: 6.º (2016)
- Peor puesto en la Primera División: 16.º (2018)
- Mejor puesto en la Segunda División: 1.º (2015, 2023)
- Peor puesto en la Segunda División: 14.º (2014)

### Participaciones internacionales
| Torneo                | Ediciones |
| --------------------- | --------- |
| Copa Sudamericana (1) | 2017      |

### Por competición
| Torneo            | Temp. | PJ | PG | PE | PP | GF | GC | Dif. | Ptos. | Mejor desempeño |
| ----------------- | ----- | -- | -- | -- | -- | -- | -- | ---- | ----- | --------------- |
| Copa Sudamericana | 1     | 2  | 0  | 1  | 1  | 2  | 4  | –2   | 1     | Primera fase    |
| Total             | 1     | 2  | 0  | 1  | 1  | 2  | 4  | –2   | 1     | —               |

## Jugadores

### Transferencias 2024
| Altas              | Altas          | Altas               | Altas    | Altas |  |
| ------------------ | -------------- | ------------------- | -------- | ----- |  |
| Jugador            | Posición       | Procedencia         | Tipo     | Coste |  |
| Álvaro Villete     | Portero        | Metropolitanos FC   | Libre    |       |  |
| Matías Córdova     | Portero        | Sporting Cristal    | Préstamo |       |  |
| Luis García        | Portero        | Coopsol             | Libre    |       |  |
| Jefferson Portales | Defensa        | UTC                 | Libre    |       |  |
| Francisco Duclós   | Defensa        | Alianza Atlético    | Libre    |       |  |
| Carlos Montoya     | Defensa        | Ecosem Pasco        | Libre    |       |  |
| Gabriel Alfaro     | Defensa        | Sporting Cristal    | Préstamo |       |  |
| Williams Guzmán    | Defensa        | Real Independiente  | Libre    |       |  |
| Rotceh Aguilar     | Defensa        | Los Chankas CYC     | Préstamo |       |  |
| José Parodi        | Centrocampista | Deportivo Garcilaso | Libre    |       |  |
| José Marina        | Centrocampista | Coopsol             | Libre    |       |  |
| Bruno Portugal     | Delantero      | FBC Melgar          | Préstamo |       |  |

| Gerson Valladares       | Portero           | UCV Moquegua          | Libre           |  |                  |         |                |       |  |
| Diego Campos            | Portero           | UTC                   | Libre           |  |                  |         |                |       |  |
| Fabrián Caytuiro        | Portero           | Bandera de Perú       |                 |  |                  |         |                |       |  |
| Jair Toledo             | Defensa           | Juan Pablo II College | Libre           |  |                  |         |                |       |  |
| Jorge Bosmediano        | Defensa           | Comerciantes FC       | Libre           |  |                  |         |                |       |  |
| Matías Almirón          | Defensa           | Sport Boys            | Libre           |  |                  |         |                |       |  |
| Cristian González       | Defensa           | C.A Patronato         | Libre           |  |                  |         |                |       |  |
| Erick Noriega           | Defensa           | Alianza Lima          | Libre           |  |                  |         |                |       |  |
| Quembol Guadalupe       | Defensa           | Sporting Cristal      | Fin de préstamo |  |                  |         |                |       |  |
| Joel Quispe             | Defensa           | Sporting Cristal      | Fin de préstamo |  |                  |         |                |       |  |
| Eduardo Caballero       | Defensa           | Bandera de Perú       | Libre           |  | Piero Magallanes | Volante | Sport Huancayo | Libre |  |
| Franco Medina           | Lateral           | Ayacucho FC           | Libre           |  |                  |         |                |       |  |
| Kenyi Barrios           | Extremo           | Ayacucho FC           | Libre           |  |                  |         |                |       |  |
| Dylan Caro              | Lateral Izquierdo | Ayacucho FC           | Libre           |  |                  |         |                |       |  |
| Enzo Borletti           | Centrocampista    | Bandera de Perú       | Libre           |  |                  |         |                |       |  |
| Enmanuel Páucar         | Centrocampista    | Deportivo Garcilaso   | Libre           |  |                  |         |                |       |  |
| Rodrigo Salinas         | Centrocampista    | Los Chankas           | Libre           |  |                  |         |                |       |  |
| David Dioses            | Pivote            | Bandera de Perú       | Libre           |  |                  |         |                |       |  |
| Italo Regalado          | Extremo Izquierdo | Bandera de Perú       | Libre           |  |                  |         |                |       |  |
| Richard Bazán           | Extremo Izquierdo | Deportivo Llacuabamba | Libre           |  |                  |         |                |       |  |
| Aryan Romaní            | Extremo Izquierdo | Bandera de Perú       | Libre           |  |                  |         |                |       |  |
| Chase Villanueva        | Mediocentro       | Universitario         | Fin de préstamo |  |                  |         |                |       |  |
| Joel Quispe             | Lateral           | Sporting Cristal II   | Fin de préstamo |  |                  |         |                |       |  |
| Kevin Santamaría        | Delantero         | Deportivo Llacuabamba | Libre           |  |                  |         |                |       |  |
| Dubán Palacio           | Delantero         | Bandera de Colombia   | Libre           |  |                  |         |                |       |  |
| Óscar Pinto             | Delantero         | Alianza Lima          | Fin de Préstamo |  |                  |         |                |       |  |
| Edgar Lastre            | Delantero         | C. S. Emelec          | Fin de Préstamo |  |                  |         |                |       |  |
| Sebastián Gonzales Zela | Delantero         | Bandera de Perú       | Libre           |  |                  |         |                |       |  |

## Entrenadores

### Técnicos destacados
- Horacio Baldessari (2013)
- Carlos Cortijo (2015): Campeón de la segunda división en 2015
- Mario Viera (2016): 1.ª clasificación para un torneo internacional (Copa Sudamericana 2017)
- Carlos Silvestri (2023-2024): Campeón de la Liga 2 2023
- Martín Cardetti (2025)
- Daniel Ferreyra (2025)
- Claudio Biaggio (2025 - act) )

## Participación en competiciones de la Conmebol
| Temporada | Torneo            | Ronda        | Club         | Local | Visita | Global |
| --------- | ----------------- | ------------ | ------------ | ----- | ------ | ------ |
| 2017      | Copa Sudamericana | Primera Fase | Boston River | 1-1   | 1-3    | 2-4    |

## Palmarés

### Torneos nacionales
| Competición nacional            | Títulos    | Subcampeonatos |
| ------------------------------- | ---------- | -------------- |
| Segunda División del Perú (2/0) | 2015, 2023 |                |

### Torneos regionales
| Competición regional                  | Títulos    | Subcampeonatos |
| ------------------------------------- | ---------- | -------------- |
| Etapa Regional - Región II (1/0)      | 2008       |                |
| Liga Departamental de Cajamarca (2/1) | 2008, 2010 | 2013           |
| Liga Superior de Cajamarca (1/0)      | 2010       |                |
| Liga Provincial de Cutervo (2/0)      | 2008, 2013 |                |
| Liga Distrital de Cutervo (2/0)       | 2008, 2013 |                |